# Уилфред Оуен
Уилфред Едуард Солтър Оуен (на английски: Wilfred Edward Salter Owen, 18 март 1893 – 4 ноември 1918) е английски и уелски поет и войник, считан от мнозина за един от водещите поети по време на Първата световна война. Неговата шокиращо реалистична военна поезия описва ужасите в окопите и пораженията на отровните газове. Тя е повлияна от приятеля му Зигфрид Сасун и е ярко контрастираща с ширещото се по онова време обществено възприемане на войната и с убедително патриотичните стихове на по-ранни военни поети като Рупърт Брук. Някои от най-известните му творби, повечето от които са публикувани посмъртно, включват: „Dulce et Decorum Est“ (от латински: Славно и благородно е, част от латинската сентенция Dulce et decorum est pro patria mori - Славно и достойно е да се умре за родината), „Безчувственост“ (Insensibility), „Химн за обречената младост“ (Anthem for Doomed Youth), „Безсилие“ (Futility) и „Странна среща“ (Strange Meeting). Предговорът, който Оуен пише за неиздадената си приживе стихосбирка (издадена 1919 г.), съдържа множество известни изрази като например: „Войната и милостта на войната“ или „Поезията е в милостта.“
Уилфред Оуен е убит в Битката при Самбра само седмица преди края на войната. Още по-голяма ирония на съдбата е, че телеграмата, съобщаваща смъртта на Оуен, достига до майка му, когато градските камбани весело кънтят в чест на подписаното примирие.